# Cyclommatus pulchellus
Cyclommatus pulchellus es una especie de coleóptero de la familia Lucanidae.

## Distribución geográfica
Habita en Nueva Guinea.